# Liste der Bodendenkmäler in Grafling
Auf dieser Seite sind die Bodendenkmäler in der niederbayerischen Gemeinde Grafling zusammengestellt. Diese Tabelle ist eine Teilliste der Liste der Bodendenkmäler in Bayern. Grundlage ist die Bayerische Denkmalliste, die auf Basis des Bayerischen Denkmalschutzgesetzes vom 1. Oktober 1973 erstmals erstellt wurde und seither durch das Bayerische Landesamt für Denkmalpflege geführt wird. Die folgenden Angaben ersetzen nicht die rechtsverbindliche Auskunft der Denkmalschutzbehörde.

## Bodendenkmäler in Grafling
| Lage                       | Objekt | Akten-Nr.     | Bild                                                      |
| -------------------------- | --- | ------------- | --------------------------------------------------------- |
| (Standort)                 | Hofwüstungen des Mittelalters bzw. der frühen Neuzeit im Bereich der ehemaligen Einöde Loderhart.                                                                                           | D-2-7043-0081 |                                                           |
| (Standort)                 | Burgstall des Mittelalters. | D-2-7143-0041 |                                                           |
| (Standort)                 | Untertägige mittelalterliche und frühneuzeitliche Befunde und Funde im Bereich der katholischen Kirche St. Ulrich (ehemalige Burgkapelle) auf dem Ulrichsberg. Siehe: Burgstall Ulrichsberg | D-2-7143-0141 | Untertägige mittelalterliche und frühneuzeitliche Befunde |
| (Standort)                 | Untertägige frühneuzeitliche Befunde und Funde im Bereich der katholischen Kirche St. Florian in Wühn.                                                                                      | D-2-7143-0222 |                                                           |
| Kirchenstraße 9 (Standort) | Untertägige mittelalterliche und frühneuzeitliche Befunde und Funde im Bereich der Kirche und des Kirchhofes der katholischen Pfarrkirche St. Andreas in Grafling.                          | D-2-7143-0224 | Untertägige mittelalterliche und frühneuzeitliche Befunde |
| (Standort)                 | Erdstall mittelalterlicher Zeitstellung. | D-2-7143-0225 |                                                           |